# Dendrophyllia boschmai
Dendrophyllia boschmai is een rifkoralensoort uit de familie van de Dendrophylliidae. De wetenschappelijke naam van de soort werd in 1926 voor het eerst geldig gepubliceerd door Cornelius van der Horst.